# Surinam Airways
Surinam Airways — національний авіаперевізник Суринаму. Штаб-квартира авіакомпанії знаходиться в Парамарибо — столиці країни.

## Історія
Компанія була заснована в 1955 році. Авіакомпанія стала національним перевізником після отримання незалежності Суринаму від Нідерландів 25 листопада 1975 року.